# I due nobili congiunti
I due nobili congiunti (The Two Noble Kinsmen), tradotta sovente anche come I due nobili cugini, è un dramma scritto da William Shakespeare e John Fletcher.
Risalente al 1613-4, si tratta dell'ultima opera teatrale di Shakespeare (morto il 23 aprile 1616, suo 52º compleanno).

## Trama
Dopo l'incontro e le nozze con la regina delle amazzoni Ippolita, Teseo, signore di Atene, muove guerra contro Creonte, tiranno di Tebe, per vendicare tre nobili vedove ingiustamente vessate. Creonte verrà sconfitto e ucciso, e due suoi nipoti, Palamone e Arcito, portati prigionieri ad Atene. I due giovani un giorno vedono dalla loro prigione una bella ragazza di nome Emilia, sorella di Ippolita, ed entrambi se ne innamorano perdutamente, il che scatena numerose rivalità ed incomprensioni tra di loro.
Mentre Arcito viene presto scarcerato ed esiliato, di Palamone s'innamora la figlia del carceriere che lo fa liberare. Arcito torna ad Atene sotto falso nome, ed entra al servizio di Emilia come servitore. La rivalità tra i due cugini li porta a sfidarsi, ma per ordine del duca Teseo, sarà risolta in uno scontro nell'arena di Atene. Alla fine delle gare e dei combattimenti Arcito vince ma rimane ferito mortalmente ed è Palamone a sposare Emilia. Si realizzano così le loro preghiere rivolte agli Dei: Arcito aveva chiesto a Marte di vincere la battaglia, Palamone aveva pregato Venere di poter sposare Emilia, Emilia aveva invocato Diana di andare sposa a colui che più la ama.

## Fonti
I due nobili congiunti è liberamente ispirato da Il racconto del cavaliere di Geoffrey Chaucer, a sua volta tratto dal Teseida di Giovanni Boccaccio. La storia godeva di una certa popolarità durante il periodo elisabettiano, tanto da essere già stata adattata per le scene in due diverse tragedie intitolate Palamon and Arcite, la prima di Richard Edwardes (1566) e la seconda scritta per gli Admiral's Men da un autore ignoto (1594). Questa seconda tragedia anonima fu commissionata da Philip Henslowe e portata al debutto mentre Shakespeare stava presumibilmente scrivendo Sogno di una notte di mezza estate, che diversi critici ritengono essere stata influenzata dal Palamon and Arcite.
Completamente originale è, invece, la sottotrama legata alla figura della figlia del carceriere, che trova però una certa corrispondenza nel masque dell'Inner Temple e Gray's Inn scritto da Francis Beaumont (storico collaboratore di Fletcher) nel 1613.

## Composizione e stampa
Diversi riferimenti in altre opere suggeriscono che I due nobili congiunti sia stata portata in scena per la prima volta tra il febbraio 1613 e l'ottobre 1614. Nel 1614 Ben Jonson, ad esempio, fa un riferimento a Palamone nella sua commedia La fiera di San Bartolomeo in cui sembra suggerire che la trama de I due nobili congiunti sia nota al pubblico londinese. La commedia fu registrata nello Stationers' Register l'8 aprile 1634 e fu stampata in un'edizione in quarto nello stesso anno da Thomas Cotes per il librario John Waterson. L'opera non è presente nel First Folio shakespeariano, né in nessuna edizione in folio successiva dell'opera di Shakespeare; fu invece inserita nel Second Folio di Fletcher e Beaumont nel 1679.

## Paternità dell'opera
Per quanto originariamente l'attribuzione dell'opera fosse controversa, gran parte dei critici concordano sul fatto che I due nobili congiunti sia il frutto di una collaborazione tra Shakespeare e Fletcher. A Shakespeare, in particolare, si attribuiscono la quasi totalità del primo e del quinto atto e almeno una scena in ciascun altro atto. La spartizione dell'opera tra i due autori viene generalmente ritenuta la seguente:
- Shakespeare: atto I e scene II.i, III.i-ii, IV.iii, V.i, Viii-iv
- Fletcher: Prologo, scene II.ii-vi, III.iii-vi, IV.i-ii, V.ii, Epilogo